# Schuettea scalaripinnis
Schuettea scalaripinnis is een straalvinnige vissensoort uit de familie van zilverbladvissen (Monodactylidae). De wetenschappelijke naam van de soort is voor het eerst geldig gepubliceerd in 1866 door Steindachner.